# Filippo Vista
Filippo Vista (XVIII sec. – XVIII sec.) è stato un medico italiano. Noto anche come Filippo La Vista, fu un medico, fratello di Giovanni Vista e, come suo fratello, fu insegnante dell'Università degli Studi di Altamura (1747-1812), dove insegnò anatomia, medicina e botanica fino al 1757, allorché fu sostituito da Tricarico, il quale insegnò dal 1757 al 1777. È ricordato anche per essere stato collega di Giovanni Battista De Bonis e per le sue doti come poeta in lingua italiana.

## Parenti
- Giovanni Vista - fratello[4]
- frate Giuseppe Vista - fratello